# Trichosobranchella novobaicalensis
Trichosobranchella novobaicalensis är en ringmaskart som beskrevs av Benedykt Dybowski 1929. Trichosobranchella novobaicalensis ingår i släktet Trichosobranchella och familjen Sabellidae. Inga underarter finns listade i Catalogue of Life.